# Devotion (filme)
Devotion (prt: Devotion - Uma História de Heróis; bra: Irmãos de Honra) é um filme de guerra biográfico americano de 2022 baseado no livro de 2015 Devotion: An Epic Story of Heroism, Friendship, and Sacrifice de Adam Makos, que reconta a camaradagem entre os oficiais da marinha Jesse Brown e Tom Hudner durante a Guerra da Coreia . É dirigido por JD Dillard e escrito por Jake Crane e Jonathan Stewart. O filme é estrelado por Jonathan Majors como Brown e Glen Powell como Hudner, junto com Christina Jackson, Daren Kagasoff, Joe Jonas, Nick Hargrove, Spencer Neville e Thomas Sadoski em papéis coadjuvantes.
Devotion estreou no Toronto International Film Festival em IMAX no Ontario Place Cinesphere em 12 de setembro de 2022 e foi lançado pela Columbia Pictures através da Sony Pictures Releasing nos Estados Unidos em 23 de novembro de 2022. Embora tenha recebido críticas positivas da crítica e do público, foi uma bomba de bilheteria, arrecadando US$ 21,8 milhões em todo o mundo contra um orçamento de US$ 90 milhões.

## Elenco
- Jonathan Majors como Alferes Jesse Brown
- Glen Powell como Tenente Junior Grade[15] Tom Hudner
- Christina Jackson como Daisy Brown
- Thomas Sadoski como tenente-comandante Dick Cevoli
- Daren Kagasoff como Bill Koenig
- Joe Jonas como Marty Goode
- Spencer Neville como Bo Lavery
- Nick Hargrove como Carol Mohring
- Boone Platt como Buddy Gill
- Dean Denton como USS Leyte (CV-32) Capitão TU Sisson
- Thad Luckinbill como Peters
- Joseph Cross como Charlie Ward
- Serinda Swan como Elizabeth Taylor
- Bill Martin Williams como Presidente dos Estados Unidos Harry S. Truman

## Produção
Em março de 2018, a Black Label Media optou pelos direitos de Devotion por recomendação de Glen Powell, embarcando como produtor e comprometendo-se a interpretar Tom Hudner. Em dezembro de 2019, foi anunciado que Jonathan Majors foi escalado como Jesse Brown e JD Dillard foi escalado para dirigir. Em setembro de 2020, foi anunciado que a Sony Pictures distribuiria o filme sob o selo Columbia Pictures na América do Norte, enquanto a STXfilms cuidaria das vendas e distribuição internacionais do filme. Em fevereiro de 2021, Serinda Swan foi escalada como Elizabeth Taylor .
Dillard sentiu uma conexão pessoal próxima com o assunto como filho de um aviador naval, contando com histórias relatadas por seu pai como o homem negro solitário em uma comunidade de aviação predominantemente branca. Em entrevista ao Deadline Hollywood, ele disse: "Tanto técnica quanto socialmente, ambos lidaram com o isolamento e há tantas peças ali que acho que acabaram se tornando o DNA do filme." O pai de Dillard também visitou o set e atuou como consultor técnico do filme. Sua contribuição para o filme é reconhecida por um cartão separado nos créditos finais.
Powell, que leu o livro de Adam Makos quando foi lançado pela primeira vez em 2015, trouxe-o para Molly Smith, da Black Label, e foi visitar Thomas J. Hudner Jr. pouco antes de morrer em 2017. Ele ficou impressionado com as fotos e lembranças de Jesse Brown pela casa, comentando: "Eu vi o peso que estava sobre ele. Não foi uma comemoração, foi uma lembrança constante de um amigo que ele perdeu e eu carreguei esse peso nesse papel."
A fotografia principal começou em 4 de fevereiro de 2021, em Savannah, Geórgia . As filmagens também aconteceram em Charleston, Carolina do Sul, East Wenatchee, Washington, Statesboro, Geórgia, e de 17 de março a 13 de abril de 2021, no aeroporto de Statesboro-Bulloch County .
Dillard estava determinado a criar efeitos práticos usando aeronaves reais tanto quanto possível, incluindo vários F4U Corsairs, um AD Skyraider, dois caças F8F Bearcat, um dos únicos helicópteros HO5S-1 ainda pilotáveis e um MiG-15 . Dillard contratou o coordenador de acrobacias aéreas Kevin LaRosa, que criou as sequências de voo para Top Gun: Maverick . Um treinador L-39 Albatros modificado foi usado como uma plataforma de câmera ar-ar. Imagens internas dos atores voando no Bearcat foram criadas usando um Hawker Sea Fury com seu assento traseiro modificado para se assemelhar a um cockpit Bearcat e partes visíveis da aeronave pintadas como um VF-32 Bearcat, permitindo aos atores simular a pilotagem da aeronave durante manobras aéreas reais.

## Música
Chanda Dancy, formada pela USC Thornton School of Music, compôs a trilha sonora do filme, que foi lançada pela Lakeshore Records . A trilha sonora foi selecionada para Melhor Trilha Sonora Original em 21 de dezembro de 2022 para o 95º Oscar, mas não obteve a indicação final em 24 de janeiro de 2023.
Joe Jonas e Khalid escreveram e realizaram um dueto para a música dos créditos finais chamada Not Alone, mas o single não fazia parte da trilha sonora, e não foi selecionado para o Oscar de Melhor Canção Original.
| N.º            | Título                                 | Duração |  |
| 1.             | "The Forgotten War"                    |         |  |
| 2.             | "The Lighthouse"                       |         |  |
| 3.             | "The Corsair"                          |         |  |
| 4.             | "Jesse"                                |         |  |
| 5.             | "Procedure"                            |         |  |
| 6.             | "Quiet Night"                          |         |  |
| 7.             | "On the Edge"                          |         |  |
| 8.             | "Pam"                                  |         |  |
| 9.             | "You Belong in the Sky"                |         |  |
| 10.            | "Carol's Death"                        |         |  |
| 11.            | "You Can't Always Do What You're Told" |         |  |
| 12.            | "All Bets Are On"                      |         |  |
| 13.            | "I Fight My Own Fights"                |         |  |
| 14.            | "Sinuiju"                              |         |  |
| 15.            | "Sortie"                               |         |  |
| 16.            | "River Run"                            |         |  |
| 17.            | "Hagaru"                               |         |  |
| 18.            | "We See You"                           |         |  |
| 19.            | "A Gift for Daisy"                     |         |  |
| 20.            | "Return to Chosin"                     |         |  |
| Duração total: | Duração total:                         | 71:26   |  |

## Estreia
Devotion teve sua estreia mundial no Toronto International Film Festival em IMAX no Ontario Place Cinesphere em 12 de setembro de 2022, e também como o filme da noite de abertura do Film Fest 919 em 19 de outubro de 2022. Teve sua estreia nos Estados Unidos no 58º Festival Internacional de Cinema de Chicago em 22 de outubro de 2022. Foi lançado nos cinemas em 23 de novembro de 2022. Foi originalmente programado para ser lançado em cinemas limitados em 14 de outubro de 2022, seguido por uma ampla expansão em 28 de outubro de 2022. Foi lançado como exclusivo da Netflix na Austrália e na Nova Zelândia.

## Recepção
Devotion arrecadou $ 20,5 milhões nos Estados Unidos e Canadá, e US$ 1,2 milhões em outros territórios, para um total mundial de $ 21,7 milhão.   Deadline Hollywood calculou as perdas líquidas do filme em $ 89,2 milhões, considerando todas as despesas e receitas.
Nos Estados Unidos e Canadá, Devotion foi lançado ao lado de Strange World e Glass Onion: A Knives Out Mystery, bem como com as amplas expansões de The Fabelmans e Bones and All, e foi projetado para arrecadar US$ 7–8 milhões em 3.405 cinemas. seu fim de semana de abertura de cinco dias. O filme arrecadou $ 1,8 milhão no primeiro dia, incluindo $ 615.000 nas prévias de terça à noite. Ele estreou com $ 5,9 milhões no fim de semana de estreia e $ 9 milhões nos cinco dias, terminando em quarto lugar. Foi a bilheteria geral de menor bilheteria no fim de semana de Ação de Graças em décadas. Em seu segundo fim de semana, o filme arrecadou US $ 2,7 milhões, terminando em quarto lugar.

### Resposta crítica
No site agregador de resenhas Rotten Tomatoes, 80% das 118 resenhas dos críticos são positivas, com nota média de 6,7/10. O consenso dos críticos do site diz: "Honrando a história da vida real enquanto apresenta um drama impactante, Devotion é uma cinebiografia direta elevada por performances de destaque de um elenco talentoso."  Metacritic, que usa uma média ponderada, atribuiu ao filme uma pontuação de 66 em 100, com base em 30 críticos, indicando "críticas geralmente favoráveis". O público pesquisado pelo CinemaScore deu ao filme uma nota média de "A–" em uma escala de A + a F, enquanto o PostTrak deu ao filme uma pontuação geral positiva de 91%.
Matthew Creith, do Screen Rant, escreveu "Estilizado e culto, Devotion sobe quando menos se espera e ganha vida por seu talentoso elenco liderado por Jonathan Majors e Glen Powell."